# Koszty stałe
Koszty stałe (ang. fixed cost) – koszty, które są niezależnie od wielkości produkcji (nie zmieniają się wraz ze zmianami rozmiarów produkcji i są ponoszone nawet jeżeli przedsiębiorstwo niczego nie produkuje).
Przykładami kosztów stałych mogą być np. opłaty czynszowe za wynajem powierzchni biurowych i produkcyjnych.
Podział kosztów na koszty stałe i zmienne ma sens wyłącznie dla krótkiego okresu. W długim okresie wszystkie koszty w przedsiębiorstwie mogą być bowiem zmienne (np. przedsiębiorstwo nieprodukujące żadnych wyrobów może po pewnym czasie zwolnić pracowników, sprzedać maszyny i posiadane nieruchomości).